# 니콜라오스 플라스티라스
니콜라오스 플라스티라스(그리스어: Νικόλαος Πλαστήρας, 1883년 11월 4일 ~ 1953년 7월 26일)은 그리스의 장군이며, 그리스의 총리를 세 번 역임한 인물이다. 용맹함으로 두각을 드러내어 그리스-터키 전쟁 (1919년 ~ 1922년) 당시 '검은 기사'로 알려지기도 하였다. 그리스가 전쟁에서 패배하자 다른 베니젤로스파 군 장교들과 함께 콘스탄티노스 1세 임금과 왕정 정부에 대항해 정변을 일으켰다. 군부가 주도한 정권은 1924년 1월까지 집권하였으며, 권력을 의회에 이양하여 그리스 제2공화국이 성립되었다. 전간기에 플라스티라스는 헌신적인 베니젤로스파이자 공화주의자로 남았다. 왕당파였던 인민당의 발흥과 왕정 복고를 막고자 그는 1933년과 1935년에 두 차례에 걸쳐 정변을 일으켰으나 실패하고 프랑스로 망명하였다.
제2차 세계 대전 당시 추축국이 그리스를 점령했을 때, 그는 마르세유에서 망명 생활을 하였으나 저항 단체 그리스 국민 민주 연대의 명목상 지도자였다. 그리스가 해방된 뒤 그는 귀국하여 중도파로 총리직을 세 번 역임하였으며, 자유당과 연정을 구성하기도 하였다. 그의 마지막 두 정부에서 그는 그리스 내전에 따른 사회 갈등을 해소하고자 노력하였으나 실패하였다.